# Цибау (Сучава)
Цибау (рум. Țibău) насеље је у Румунији у округу Сучава у општини Карлибаба. Oпштина се налази на надморској висини од 1028 m.

## Становништво
Према подацима из 2002. године у насељу је живело 188 становника.

### Попис2002.
| Расподела становништва по националности 2002.‍ | Расподела становништва по националности 2002.‍ | Расподела становништва по националности 2002.‍ | Расподела становништва по националности 2002.‍ | Расподела становништва по националности 2002.‍ |
| --------------------------------------------- | --------------------------------------------- | --------------------------------------------- | --------------------------------------------- | --------------------------------------------- |
|                                               |                                               |                                               |                                               |                                               |
| Румуни                                        | Румуни                                        |                                               | 180                                           | 95,7%                                         |
| Украјинци                                     | Украјинци                                     |                                               | 8                                             | 4,3%                                          |